# Japan op de Olympische Winterspelen 1988
Tijdens de Olympische Winterspelen van 1988, die in Calgary (Canada) werden gehouden, nam Japan voor de dertiende keer deel.

## Medailleoverzicht
| Sport     | Olympiër      | Discipline | Medaille |
| --------- | ------------- | ---------- | -------- |
| Schaatsen | Akira Kuroiwa | 500 m (m)  | Brons    |

## Deelnemers en resultaten

### Alpineskiën
| Olympiër          | Discipline       | Resultaat | Prestatie                                                                             |
| ----------------- | ---------------- | --------- | ------------------------------------------------------------------------------------- |
| Shinya Chiba      | afdaling (m)     | 11e       | 2.03,16 (+3,53)                                                                       |
| Shinya Chiba      | super g (m)      | 14e       | 1.43,03 (+3,37)                                                                       |
| Chiaki Ishioka    | reuzenslalom (m) | 31e       | 2.15,40 (+9,03) 1.09,11+1.06,29                                                       |
| Chiaki Ishioka    | slalom (m)       | dnf-1     | opgave run 1                                                                          |
| Katsuhito Kumagai | afdaling (m)     | 34e       | 2.07,17 (+7,54)                                                                       |
| Katsuhito Kumagai | super g (m)      | dnf       | opgave                                                                                |
| Katsuhito Kumagai | reuzenslalom (m) | dnf-1     | opgave run 1                                                                          |
| Katsuhito Kumagai | combinatie (m)   | 21e       | 144,65 (+108,1) afdaling: 57,4 p. (1.52,10) slalom: 87,25 p. (1.35,99: 48,85+47,14)   |
| Tetsuya Okabe     | reuzenslalom (m) | 28e       | 2.14,49 (+8,12) 1.08,30+1.06,19                                                       |
| Tetsuya Okabe     | slalom (m)       | 12e       | 1.41,93 (+2,46) 53,11+48,82                                                           |
|                   |                  |           |                                                                                       |
| Emi Kawabata      | afdaling (v)     | 14e       | 1.27,85 (+1,99)                                                                       |
| Emi Kawabata      | super g (v)      | 24e       | 1.22,24 (+3,21)                                                                       |
| Emi Kawabata      | reuzenslalom (v) | dnf-2     | opgave run 2 1.02,10+dnf                                                              |
| Emi Kawabata      | slalom (v)       | 19e       | 1.49,35 (+12,66) 54,70+54,65                                                          |
| Emi Kawabata      | combinatie (v)   | dnf-s1    | opgave slalom run 1 afdaling: ? p. (1.18,53)                                          |
| Sachiko Yamamoto  | afdaling (v)     | 23e       | 1.30,15 (+4,29)                                                                       |
| Sachiko Yamamoto  | super g (v)      | 30e       | 1.24,32 (+5,29)                                                                       |
| Sachiko Yamamoto  | reuzenslalom (v) | dnf-1     | opgave run 1                                                                          |
| Sachiko Yamamoto  | slalom (v)       | dnf-1     | opgave run 1                                                                          |
| Sachiko Yamamoto  | combinatie (v)   | 20e       | 139,01 (+109,76) afdaling: 59,73 p. (1.20,33) slalom: 79,28 p. (1.30,26: 43,66+46,60) |

### Biatlon
| Olympiër                                                        | Discipline             | Resultaat | Prestatie |
| --------------------------------------------------------------- | ---------------------- | --------- | --- |
| Misao Kodate                                                    | 10 km (m)              | 39e       | 27.52,6 (+2.44,5) pen.: 2 (1 + 1)                                                                                            |
| Misao Kodate                                                    | 20 km (m)              | 40e       | 1:03.51,0 (+7.17,7) pen.: 6 (1 + 3 + 1 + 1)                                                                                  |
| Tadashi Nakamura                                                | 10 km (m)              | 44e       | 28.11,4 (+3.03,3) pen.: 2 (1 + 1)                                                                                            |
| Tadashi Nakamura                                                | 20 km (m)              | 48e       | 1:05.01,3 (+9.28,0) pen.: 8 (2 + 4 + 0 + 2)                                                                                  |
| Koichi Sato                                                     | 10 km (m)              | 59e       | 29.43,1 (+4.35,0) pen.: 3 (1 + 2)                                                                                            |
| Koichi Sato                                                     | 20 km (m)              | 60e       | 1:10.18,7 (+14.45,4) pen.: 8 (3 + 2 + 1 + 2)                                                                                 |
| Akihiro Takizawa                                                | 10 km (m)              | 63e       | 31.38,7 (+6.30,6) pen.: 5 (3 + 2)                                                                                            |
| Akihiro Takizawa                                                | 20 km (m)              | 61e       | 1:10.38,0 (+14.04,7) pen.: 7 (3 + 2 + 1 + 1)                                                                                 |
| Team Tadashi Nakamura Misao Kodate Akihiro Takizawa Koichi Sato | 4x7,5 km estafette (m) | 14e       | 1:32.52,4 (+10.22,4) pen.: 6 23.26,6 pen.: 3 (2 + 1) 21.46,9 pen.: 1 (1 + 0) 25.15,1 pen.: 2 (2 + 0) 22.23,8 pen.: 0 (0 + 0) |

### Bobsleeën
| Olympiër                                           | Discipline             | Resultaat | Prestatie                                             |
| -------------------------------------------------- | ---------------------- | --------- | ----------------------------------------------------- |
| Yuji Yaku Toshio Wakita                            | 2-mansbob (m) Japan I  | 20e       | 4.01,04 (+7,56) (58,57 / 1.00,58 / 1.01,51 / 1.00,38) |
| Takao Sakai Naomi Takewaki                         | 2-mansbob (m) Japan II | dnf-3     | opgave run 3 (58,32 / 1.00,39 / opgave / )            |
| Takao Sakai Toshio Wakita Yuji Yaku Naomi Takewaki | 4-mansbob (m) Japan I  | 18e       | 3.51,35 (+3,84) (57,36 / 58,15 / 57,68 / 58,16)       |

### Kunstrijden
| Olympiër                      | Discipline | Resultaat | Prestatie                                                        |
| ----------------------------- | ---------- | --------- | ---------------------------------------------------------------- |
| Makoto Kano                   | mannen     | 17e       | 32,0 punten (verpl. figuren: 19 - korte kür: 19 - lange kür: 13) |
| Midori Ito                    | vrouwen    | 5e        | 10,6 punten (verpl. figuren: 10 - korte kür: 4 - lange kür: 3)   |
| Junko Yaginuma                | vrouwen    | 14e       | 29,6 punten (verpl. figuren: 16 - korte kür: 15 - lange kür: 14) |
| Tomoko Tanaka Hiroyuki Suzuki | ijsdansen  | 18e       | 36,0 punten (verpl. dans: 18 - org. dans: 18 - vrije dans: 18)   |

### Langlaufen
| Olympiër                                                           | Discipline            | Resultaat | Prestatie                                           |
| ------------------------------------------------------------------ | --------------------- | --------- | --------------------------------------------------- |
| Atsushi Egawa                                                      | 30 km klassiek (m)    | 37e       | 1:32.35,4 (+8.09,1)                                 |
| Atsushi Egawa                                                      | 50 km vrije stijl (m) | 42e       | 2:17.52,8 (+13.21,9)                                |
| Kazunari Sasaki                                                    | 15 km klassiek (m)    | 45e       | 46.12,6 (+4.53,7)                                   |
| Kazunari Sasaki                                                    | 30 km klassiek (m)    | 20e       | 1:29.59,2 (+5.32,9)                                 |
| Kazunari Sasaki                                                    | 50 km vrije stijl (m) | 32e       | 2:13.09,6 (+8.38,7)                                 |
| Masaharu Yamazaki                                                  | 15 km klassiek (m)    | 68e       | 50.06,8 (+8.47,9)                                   |
| Masaharu Yamazaki                                                  | 30 km klassiek (m)    | 77e       | 1:43.58,3 (+19.32,0)                                |
| Tanayuki Yuki                                                      | 15 km klassiek (m)    | 52e       | 47.08,4 (+5.49,5)                                   |
| Tanayuki Yuki                                                      | 30 km klassiek (m)    | 57e       | 1:37.11,9 (+12.45,6)                                |
| Tanayuki Yuki                                                      | 50 km vrije stijl (m) | 39e       | 2:16.24,7 (+11.53,8)                                |
| Team Atsushi Egawa Kazunari Sasaki Tanayuki Yuki Masaharu Yamazaki | 4x10 km estafette (m) | 14e       | 1:51.10,7 (+7.12,1) 27.19,9 27.35,6 27.52,8 28.22,4 |

### Noordse combinatie
| Olympiër                                        | Discipline      | Resultaat | Prestatie |
| ----------------------------------------------- | --------------- | --------- | --- |
| Masashi Abe                                     | individueel (m) | 31e       | +5.03,6 — schans: 182,5 p — 15 km: 39.24,4 |
| Kazuoki Kodama                                  | individueel (m) | 36e       | +6.12,7 — schans: 187,7 p — 15 km: 41.08,2 |
| Hideki Miyazaki                                 | individueel (m) | 37e       | +6.13,3 — schans: 175,8 p — 15 km: 39.49,4 |
| Team Hideki Miyazaki Masashi Abe Kazuoki Kodama | team (m)        | 9e        | +8.40,8 — schans: 515,3 p — 30 km: 1:19.54,3 schans: 166,2 p — 10 km: 25.59,1 schans: 177,5 p — 10 km: 26.54,9 schans: 171,6 p — 10 km: 27.00,3 |

### Rodelen
| Olympiër                            | Discipline | Resultaat | Prestatie                                              |
| ----------------------------------- | ---------- | --------- | ------------------------------------------------------ |
| Kazuhiko Takamatsu                  | mannen     | 18e       | 3.09,015 (+3,467) (47,278 / 47,235 / 47,326 / 47,176)  |
| Toru Ito                            | mannen     | 26e       | 3.12,673 (+7,125) (47,753 / 47,880 / 48,601 / 48,439)  |
| Mina Tanaka                         | vrouwen    | 18e       | 3.11,242 (+7,269) (47,770 / 47,945 / 47,928 / 47,599)  |
| Hitomi Koshimizu                    | vrouwen    | 21e       | 3.14,126 (+10,153) (47,682 / 49,276 / 49,160 / 48,008) |
| Kazuhiko Takamatsu Tsukasa Hirakawa | dubbel     | 14e       | 1.34,453 (+2,513) (47,129 / 47,324)                    |

### Schaatsen
| Olympiër           | Discipline   | Resultaat | Prestatie         |
| ------------------ | ------------ | --------- | ----------------- |
| Toru Aoyanagi      | 1500 m (m)   | 5e        | 1.52,85 (+0,79)   |
| Toru Aoyanagi      | 5000 m (m)   | 14e       | 6.54,70 (+10,07)  |
| Toru Aoyanagi      | 10.000 m (m) | 24e       | 14.34,87 (+46,67) |
| Kimihiro Hamaya    | 500 m (m)    | 13e       | 37,38 (+0,93)     |
| Kimihiro Hamaya    | 1000 m (m)   | 13e       | 1.14,43 (+1,40)   |
| Yasumitsu Kanehama | 500 m (m)    | 9e        | 37,25 (+0,80)     |
| Yasumitsu Kanehama | 1000 m (m)   | 9e        | 1.14,36 (+1,33)   |
| Akira Kuroiwa      | 500 m (m)    | Brons     | 36,77 (+0,32)     |
| Akira Kuroiwa      | 1000 m (m)   | 20e       | 1.15,05 (+2,02)   |
| Munehisa Kuroiwa   | 1500 m (m)   | 16e       | 1.55,42 (+3,36)   |
| Munehisa Kuroiwa   | 5000 m (m)   | 27e       | 7.01,55 (+16,92)  |
| Yasushi Kuroiwa    | 500 m (m)    | 11e       | 37,34 (+0,89)     |
| Yukihiro Mitani    | 1000 m (m)   | 23e       | 1.15,28 (+2,25)   |
| Hozumi Moriyama    | 1500 m (m)   | 28e       | 1.56,84 (+4,78)   |
| Yoshiyuki Shimizu  | 1500 m (m)   | 22e       | 1.55,98 (+3,92)   |
| Yoshiyuki Shimizu  | 5000 m (m)   | 32e       | 7.05,35 (+20,72)  |
| Yoshiyuki Shimizu  | 10.000 m (m) | 28e       | 14.47,21 (+59,01) |
|                    |              |           |                   |
| Shoko Fusano       | 500 m (v)    | 8e        | 40,61 (+1,51)     |
| Shoko Fusano       | 1000 m (v)   | 11e       | 1.21,47 (+3,82)   |
| Seiko Hashimoto    | 500 m (v)    | 5e        | 39,74 (+0,64)     |
| Seiko Hashimoto    | 1000 m (v)   | 5e        | 1.19,75 (+2,10)   |
| Seiko Hashimoto    | 1500 m (v)   | 6e        | 2.04,38 (+3,70)   |
| Seiko Hashimoto    | 3000 m (v)   | 7e        | 4.23,29 (+11,35)  |
| Seiko Hashimoto    | 5000 m (v)   | 6e        | 7.34,43 (+20,30)  |
| Natsue Seki        | 1500 m (v)   | 19e       | 2.08,89 (+8,21)   |
| Natsue Seki        | 3000 m (v)   | 18e       | 4.29,77 (+17,83)  |
| Natsue Seki        | 5000 m (v)   | 19e       | 7.47,43 (+33,30)  |
| Noriko Toda        | 500 m (v)    | 21e       | 41,44 (+2,34)     |
| Noriko Toda        | 1000 m (v)   | 22e       | 1.23,49 (+5,84)   |

### Schansspringen
| Olympiër                                                    | Discipline                     | Resultaat | Prestatie |
| ----------------------------------------------------------- | ------------------------------ | --------- | --- |
| Masaru Nagaoka                                              | normale schans individueel (m) | 25e       | 181,3 punten 89,2 p. (78,5 m) + 92,1 p. (80,0 m) |
| Masaru Nagaoka                                              | grote schans individueel (m)   | 48e       | 146,0 punten 82,5 p. (99,0 m) + 63,5 p. (89,0 m) |
| Akira Sato                                                  | normale schans individueel (m) | 11e       | 194,0 punten 96,6 p. (80,0 m) + 97,4 p. (80,5 m) |
| Akira Sato                                                  | grote schans individueel (m)   | 33e       | 170,2 punten 88,4 p. (100,0 m) + 81,8 p. (96,0 m) |
| Shinichi Tanaka                                             | normale schans individueel (m) | 52e       | 160,1 punten 79,0 p. (74,0 m) + 81,1 p. (75,0 m) |
| Shinichi Tanaka                                             | grote schans individueel (m)   | 47e       | 147,3 punten 83,0 p. (99,0 m) + 64,3 p. (88,5 m) |
| Katsushi Tao                                                | normale schans individueel (m) | 51e       | 161,6 punten 81,6 p. (75,0 m) + 80,0 p. (74,0 m) |
| Katsushi Tao                                                | grote schans individueel (m)   | 52e       | 138,2 punten 78,8 p. (96,0 m) + 59,4 p. (85,0 m) |
| Team Katsushi Tao Shinichi Tanaka Masaru Nagaoka Akira Sato | grote schans team (m)          | 11e       | 468,0 punten 62,1 p. (88,0 m) + 72,6 p. (93,0 m) 67,4 p. (90,0 m) + 68,5 p. (91,5 m) 81,6 p. (98,0 m) + 75,4 p. (95,0 m) 82,5 p. (99,0 m) + 88,5 p. (99,0 m) |

Amerikaanse Maagdeneilanden · Andorra · Argentinië · Australië · België · Bolivia · Bondsrepubliek Duitsland · Bulgarije · Canada · Chili · China · Chinees Taipei · Costa Rica · Cyprus · Denemarken · Duitse Democratische Republiek · Fiji · Filipijnen · Finland · Frankrijk · Griekenland · Groot-Brittannië · Guam · Guatemala · Hongarije · IJsland · India · Italië · Jamaica · Japan · Joegoslavië · Libanon · Liechtenstein · Luxemburg · Marokko · Mexico · Monaco · Mongolië · Nederland · Nederlandse Antillen · Nieuw-Zeeland · Noord-Korea · Noorwegen · Oostenrijk · Polen · Portugal · Puerto Rico · Roemenië · San Marino · Sovjet-Unie · Spanje · Tsjecho-Slowakije · Turkije · Verenigde Staten · Zuid-Korea · Zweden · Zwitserland